# Life Volley Milano 2008-2009
Questa voce raccoglie le informazioni riguardanti la Life Volley Milano nelle competizioni ufficiali della stagione 2008-2009.

## Organigramma societario
Area direttiva
- Presidente: Enzo Russiello

Area tecnica
- Allenatore: Bruno Napolitano (fino al 27 marzo 2009), Mauro Fresa (dal 28 marzo 2009)
- Allenatore in seconda: Paolo Amendola
- Scout man: Gianluca Russo

Area sanitaria
- Medico: Claudio Benenti
- Fisioterapista: Rocco Cirò
- Preparatore atletico: Silvano Cosentino, Antonio Votero Prina

## Rosa
| N° | Nome                 | Ruolo | Data di nascita  | Nazionalità sportiva |
| -- | -------------------- | ----- | ---------------- | -------------------- |
| 1  | Nikolle Correa       | S     | 13 dicembre 1985 | Brasile              |
| 5  | Dragana Marinković   | C     | 19 ottobre 1982  | Serbia               |
| 7  | Lisiena Volaj        | C     | 30 marzo 1988    | Italia               |
| 8  | Michela Molinengo    | L     | 4 luglio 1978    | Italia               |
| 9  | Irene Padua          | S     | 19 febbraio 1989 | Italia               |
| 10 | Vania Beccaria       | S     | 24 luglio 1973   | Italia               |
| 11 | Diana Marc           | S     | 17 agosto 1979   | Italia               |
| 12 | Stefania Corna       | P     | 7 novembre 1990  | Italia               |
| 15 | Alessandra Crozzolin | C     | 8 dicembre 1977  | Italia               |
| 16 | Simona Battistini    | P     | 31 dicembre 1976 | Italia               |
| 17 | Giulia Ronchetti     | L     | 28 novembre 1989 | Italia               |